# こっぱみじかい恋
「こっぱみじかい恋」（こっぱみじかいこい）は1992年1月29日にポリドールから発売されたKAN11作目のシングル。

## 概要
- 初のベスト・アルバム『めずらしい人生』（1992年2月28日発売）からの先行シングル。
- 東宝映画『夜逃げ屋本舗』主題歌でKAN唯一の映画タイアップ。
- カップリングは1989年5月1日発売5作目シングル「東京ライフ」をピアノ弾き語りヴァージョンで再録。

## 収録曲
全曲　作詞・作曲：KAN
1. こっぱみじかい恋
  - 編曲：小林信吾/KAN[2]
2. 東京ライフ
3. こっぱみじかい恋（オリジナル・カラオケ）